# NGC 4807
NGC 4807 (również PGC 44037 lub UGC 8049) – galaktyka eliptyczna (E/SB0), znajdująca się w gwiazdozbiorze Warkocza Bereniki. Odkrył ją Heinrich Louis d’Arrest 23 kwietnia 1865 roku.